# キシュクンフェーレジハーザ - オロシュハーザ線
キシュクンフェーレジハーザ - オロシュハーザ線（ハンガリー語;Kiskunfélegyháza–Orosháza-vasútvonal）は、ハンガリー国鉄の鉄道線の名称である。路線番号は147。

## 運行形態[1]
区間毎に運転系統が分かれる。
- キシュクンフェーレジハーザ - センテシュ - ホードメゼーヴァーシャールヘイ
キシュクンフェーレジハーザ - センテシュ間は2時間に1本の運行。うち4.5往復が130号線のホードメゼーヴァーシャールヘイまで直通する。早朝・深夜の1往復を除き、チョングラーディ・ウーティ・タニャーク、ケッテーシュハロム、コーニャセークのうち1駅のみ（一部2駅）を通過する。
2019年以前は全て各駅停車であった。2021年度以前は、午前中に4時間運行間隔が空く時間帯もあった。2024年9月のダイヤ改正以前は、各駅停車の1往復を除き通過駅は1駅のみであった。
- センテシュ - オロシュハーザ
一日3往復の運行。
2021年度以前は一日2往復、2022年度は一日あたり平日3往復、休日2往復の運行であった。

## 駅一覧
以下では、ハンガリー国鉄147号線の駅と営業キロ、停車列車、接続路線などを一覧表で示す。なお、全て各駅停車である。
| 路線名 | 駅名                                     | 駅間営業キロ | 累計営業キロ | Sz | 接続路線                                                                                          | 所在地               | 所在地                       |
| ------ | ---------------------------------------- | ------------ | ------------ | -- | ------------------------------------------------------------------------------------------------- | -------------------- | ---------------------------- |
| 147    | キシュクンフェーレジハーザ駅             | -            | 0.0          | ■  | 140号線（セゲド方面、ブダペスト方面） 146号線（ラキテレク方面）、155号線（バヤ方面）              | バーチ・キシュクン県 | キシュクンフェーレジハーザ郡 |
| 147    | ヴァーロシ・パルク駅                     | 2.7          | 2.7          | ■  |                                                                                                   | バーチ・キシュクン県 | キシュクンフェーレジハーザ郡 |
| 147    | チョングラーディ・ウーティ・タニャーク駅 | 4.5          | 7.2          | ●  |                                                                                                   | バーチ・キシュクン県 | キシュクンフェーレジハーザ郡 |
| 147    | ガーテール駅                             | 3.0          | 10.2         | ■  |                                                                                                   | バーチ・キシュクン県 | キシュクンフェーレジハーザ郡 |
| 147    | ケッテーシュハロム駅                     | 4.6          | 14.8         | ●  |                                                                                                   | チョングラード県     | チョングラード郡             |
| 147    | コーニャセーク駅                         | 3.0          | 17.8         | ●  |                                                                                                   | チョングラード県     | チョングラード郡             |
| 147    | チョングラード下駅                       | 5.6          | 23.4         | ■  |                                                                                                   | チョングラード県     | チョングラード郡             |
| 147    | チョングラード駅                         | 1.4          | 24.8         | ■  |                                                                                                   | チョングラード県     | チョングラード郡             |
| 147    | ヘーケード駅                             | 12.2         | 37           | ■  | 130号線（ソルノク方面）                                                                           | チョングラード県     | センテシュ郡                 |
| 147    | センテシュ駅                             | 2            | 39           | ■  | 130号線（ホードメゼーヴァーシャルヘイ方面）                                                       | チョングラード県     | センテシュ郡                 |
| 147    | ドナート駅                               | 7.8          | 46.8         | ■  |                                                                                                   | チョングラード県     | センテシュ郡                 |
| 147    | プスタテンプロム駅                       | 3.0          | 49.8         | ■  |                                                                                                   | チョングラード県     | センテシュ郡                 |
| 147    | ファービアーンシェベシュチェーン駅       | 3.9          | 53.7         | ■  |                                                                                                   | チョングラード県     | センテシュ郡                 |
| 147    | ウーイヴァーロシュ駅                     | 6.3          | 60           | ■  |                                                                                                   | チョングラード県     | センテシュ郡                 |
| 147    | ガードロシュ駅                           | 4.2          | 64.2         | ■  |                                                                                                   | チョングラード県     | オロシュハーザ郡             |
| 147    | ユストマヨル駅                           | 5.4          | 69.6         | ■  |                                                                                                   | チョングラード県     | オロシュハーザ郡             |
| 147    | センテトルニャ駅                         | 3.6          | 73.2         | ■  |                                                                                                   | チョングラード県     | オロシュハーザ郡             |
| 147    | ジョパーロシュフュルデー駅               | 2.7          | 75.9         | ■  |                                                                                                   | チョングラード県     | オロシュハーザ郡             |
| 147    | オロシュハーザ駅                         | 3.3          | 79.2         | ■  | 125号線（メゼーヘジェシュ方面、メゼートゥール方面） 135号線（セゲド方面、ベーケーシュチャバ方面） | チョングラード県     | オロシュハーザ郡             |